# Баканова, Екатерина Александровна
Екатерина Александровна Баканова (род. 20 октября 1984, Медногорск, Оренбургская область) — российская оперная певица, сопрано. Лауреат российских и международных конкурсов.

## Биография
Родилась 20 октября 1984 года в городе Медногорск Оренбургской области.
Екатерина Баканова начинала музыкальную карьеру в родном Медногорске: весной 2001 года она стала лауреатом городского вокального конкурса «Медное ожерелье» и дипломанткой городского фестиваля «Талант! Музыка! Дети!». В 2000 году завоевала Гран-при VI областного фестиваля вокальной музыки «Чистые голоса» (Оренбург). Получила стипендию Фонда социально-экономических и интеллектуальных программ.
Окончила Школу искусств Медногорска (2001), Государственный музыкальный колледж им. Гнесиных по специальности «Вокальное искусство» (2005, класс М. И. Ланды). В 2005—2010 училась Российской академии музыки им. Гнесиных (класс Г. В. Олейниченко).
- 2002—2003 — стипендиат фонда Владимира Спивакова.
- 2004 — лауреат I премии на Всероссийском конкурсе вокалистов «Bella Voce» (Москва)[2].
- 2005 — окончила с отличием Государственное музыкальное училище имени Гнесиных по классу вокала.
 Лауреат Всероссийского конкурса Ирины Богачёвой (Санкт-Петербург).
- 2005—2009 — солистка московского театра «Новая Опера»; дебютировала в партии Царицы ночи в опере «Волшебная флейта».
- 2005—2010 — училась в Российской академии музыки имени Гнесиных в классе Галины Олейниченко.
- 2007 — лауреат II премии на международном конкурсе «Современное искусство и образование» (Москва);
 I премия на международном конкурсе им. Джузеппе Ди Стефано (Трапани, Сицилия, Италия);
 дебют на европейской сцене в партии Джильды в опере «Риголетто» (оперный фестиваль Luglio Musicale Trapanese также в Трапани).
- 2008 — лауреат международной независимой молодёжной премии «Триумф» за 2007 год[3].

лауреат I премии на международном конкурсе в Бильбао (Испания).
- 2009 — партия Софи в опере «Вертер» (Реджо-Калабрия, Италия).
- 2011 — приз зрительских симпатий (Prize of the Audience), 
специальный приз Совета директоров Парижской оперы (Chambre Professionnelle des Directeurs d´Opera Paris) и 
специальный приз Венской государственной оперы 
на конкурсе певцов Ханс Габор Бельведер (International Hans Gabor Belvedere Singing Competition) в Вене[4].

Регулярно выступает в театрах России, Австрии, Италии. Гастролировала в Испании, Латвии, Франции, Польше, Швеции.

## Репертуар
- Царица ночи (Волшебная флейта)[8]
- Джильда (Риголетто)
- Лючия (Лючия ди Ламмермур)
- Розина (Севильский цирюльник)
- Сюзанна Свадьба Фигаро
- Церлина (Дон Жуан)
- Анжелика («Роланд-паладин» Гайдна)
- Микаэла (Кармен)
- Эвридика (Орфей и Эвридика)
- Софи (Вертер)
- Барче («Поцелуй» Сметаны)
- Оскар (Бал-маскарад)
- Эльвира (Пуритане)
- Норина (Дон Паскуале)
- Снегурочка (Снегурочка)
- Серпина (Служанка-госпожа)
- Валли (Валли)
- Линда («Линда де Шамуни» Доницетти)[9]

## Дискография
- Юбилейный альбом «К 110-летию Государственного музыкального колледжа имени Гнесиных». 2004 год

- Трек 9. А.Власов. «Фонтану Бахчисарайского дворца».
Исполняет ансамбль скрипачей. Солистка — лауреат международного конкурса Екатерина Баканова. Партия фортепиано — дипломант международных конкурсов Марина Муравина. Время звучания: 04:09

- Музыкальные вечера в Гнесинке. Выпуск 6. 2004 год

- Трек 3. В. А. Моцарт. Ария Царицы ночи «O zitt’re nicht, mein lieber Sohn» из оперы «Волшебная флейта» (сцена из спектакля). Екатерина Баканова — сопрано. Симфонический оркестр. Дирижёр — Виктор Луценко. Время звучания: 04:40

- Музыкальные вечера в Гнесинке. Выпуск 5. 2003 год

- Диск № 1. Дж. Перголези. Stabat mater. Общее время звучания: 1:11:19

## Видео и ТВ
- Ток-шоу «Большие. Как стать поклонником оперного искусства?» Телеканал «Россия К», первый выход в эфир: 27 октября 2006 года, продолжительность 52 минуты.

## Отзывы и критика

### «Волшебная флейта» в «Новой опере»
О работах Екатерины Бакановой в «Новой опере» московские критики поначалу отзывались не восторженно. Так, в 2006 году писали: «В том, что касается вокала, можно отметить исправную работу Екатерины Бакановой — Царицы ночи», «молодая Екатерина Баканова (Царица ночи) хотя и с видимым трудом, но справляется с колоратурами», «Старательная Екатерина Баканова в партии Царицы ночи вместо восторга вызывает умиление» и даже весьма критично: «Знаменитые колоратуры Царицы ночи для Екатерины Бакановой — мука мученическая», — написал Сергей Ходнев в статье «Серп и Моцарт». Впрочем, Марина Гайкович тогда же отмечала, что «Екатерина Баканова (Царица ночи) с обеими ариями справилась».

### «Поцелуй»
В опере «Поцелуй» Бедржиха Сметаны Екатерина Баканова поёт партию служанки Барче. Александр Кемпбелл отметил в отзыве о постановке на Уэксфордском оперном фестивале, что «Екатерина Баканова сумела привлечь внимание своим исполнением».